# Діброва (зупинний пункт, Львівська залізниця)
Дібро́ва — пасажирський залізничний зупинний пункт Івано-Франківської дирекції Львівської залізниці.
Розташований поблизу дачних ділянок, Тисменицький район, Івано-Франківської області на лінії Хриплин — Коломия між станціями Хриплин (6 км) та Марківці (2 км).
Станом на серпень 2019 року щодня чотири пари дизель-потягів прямують за напрямком Коломия — Івано-Франківськ.